# Gran Secesión Jedi
La Gran Secesión Jedi, o el Primer Gran Cisma, forma parte de la historia ficticia de La Guerra de las Galaxias, creada por George Lucas.

## Historia
La República Galáctica apenas había salido del Núcleo Galáctico. Llevaba un siglo existiendo, junto con los Jedi. Era el año 24.900 Antes de la Batalla de Yavin (ABY).
Un Jedi caído, o Jedi oscuro, Xendor, reclutaba caballeros Jedi. Entre ellos, el más fuerte y destacado  fue Crisfor I. Tras hablarles del lado oscuro, recién descubierto, luchó contra los Jedi y reunió una flota. Fue el creador de las Legiones de Lettow, una unión de Jedi caídos que pensaban que la la Fuerza no se alcanzaba por medio de la meditación y la paz, sino recurriendo a las emociones fuertes. Las decisiones que tomaban frente a la Fuerza se catalogaron como "el lado oscuro". Eso hizo que la orden Jedi los expulsara de sus tierras, por lo que Xendor y sus hombres quisieron regresar y recuperar lo que era suyo. Así comenzó el Primer Gran Cisma. Tras este se produjeron numerosas batallas entre los Jedi y los llamados Jedi caídos.
Hemos de recordar que esta era una época en la que los Jedi eran más monjes que guerreros, y que se agrupaban en grupos frente a Maestros que viajaban por los planetas extendiendo la Fuerza. Así que es muy posible que la propia República interviniese, y por eso la flota de Xendor salió tan malparada.
Cuando el grupo de Jedi oscuros perdió varias batallas, huyeron con su flota al Borde exterior de la galaxia, prácticamente inexplorada en su totalidad. Durante su exilio, los Jedi oscuros descubrieron una raza primitiva que usaba una hechicería muy poderosa, la Raza Sith - aunque Xendor no les puso este nombre-, y les enseñaron sus conocimientos. Entonces descubrieron que los Sith poseían aún más. Por lo tanto, aprenden de ellos. Xendor se volvió tan poderoso con ese conocimiento que lo proclamaron rey junto con Arden Lyn, su esposa, y reinaron en paz en esas tierras durante un tiempo, hasta que Xendor quiso volver a la batalla.

## La nueva armada de Xendor
Xendor preparó a un grupo de Sith, totalmente listos para la batalla, muy bien armados y con un gran conocimiento de la Fuerza. Él les dio unas armaduras nuevas y muy especiales, y los nombró Guerreros de Elite. Ahora su antigua Armada estaba mucho más preparada, y por lo tanto sería más difícil de vencer. Además, los pocos Sith de Elite serían una gran ayuda debido a su gran poder. También llevó consigo a Arden Lyn, como guerrera principal.
En mitad de la batalla, los guerreros oscuros iban ganando hasta que unos grandes refuerzos enviados por la República lograron hacer retroceder a las Legiones de Lettow. Se dice que una Jedi llamada Awdrysta Pina logró derrotar y matar a Xendor. Luego ella usó la Fuerza para detener los latidos del corazón de Arden Lyn, aunque curiosamente esta misteriosa mujer no murió. Con la muerte de Xendor, la guerra había terminado, y no se volvió a oír hablar de las Legiones de Lettow ni de aquella extraña raza…
- Datos: Q5391285